# John Yeboah
John Yeboah Zamora (Hamburgo, 23 de junio de 2000) es un futbolista germano-ecuatoriano que juega de extremo en el Venezia F. C. de la Serie B de Italia.

## Trayectoria
Entró a las inferiores del VfL Wolfsburgo en 2015 y en febrero de 2018 firmó su primer contrato profesional con el club.
Debutó profesionalmente el 3 de noviembre de 2018 en la derrota en casa por 1-0 ante el Borussia Dortmund en la Bundesliga.
En septiembre de 2019, fue enviado a préstamo al VVV-Venlo neerlandés. Finalizada la temporada 2019-20, regresó a Wolfsburgo; aunque en septiembre regresó a los Países Bajos tras firmar por tres años con el Willem II. En enero de 2021, salió cedido al Almere City.
El 25 de junio de 2022, se unió al club polaco Śląsk Wrocław con un contrato de 3 años. El 15 de julio, hizo su debut en la Ekstraklasa entrando como suplente en el empate 0-0 del derbi de Baja Silesia contra el Zagłębie Lubin.
El 6 de julio de 2023, Yeboah pasó al campeón defensor polaco, Raków Częstochowa, con un contrato de 3 años, en una transacción valorada en 1.5 millones de euros.
El 30 de agosto de 2024 se anunció su fichaje al Venezia F. C. de la Serie A de Italia por cuatro temporadas hasta 2028.

## Selección nacional
Ha sido internacional en categorías inferiores con la selección de Alemania desde la sub-16. En 2017, fue incluido en el equipo de Alemania que disputó el Campeonato Europeo Sub-17 de la UEFA 2017 en Croacia. Más tarde, ese año, fue convocado para jugar la Copa Mundial de Fútbol Sub-17 de 2017 en la India.

### Selección absoluta
Tras obtener su documentación como ciudadano ecuatoriano, el 7 de octubre de 2023, fue convocado a la selección absoluta de Ecuador para disputar la doble fecha de las eliminatorias para el Mundial de Canadá, Estados Unidos y México 2026 de octubre de 2023 ante Bolivia y Colombia. En noviembre, fue convocado nuevamente para enfrentar a Venezuela y Chile; pero no logró debutar debido a una lesión en un entrenamiento.
El 29 de mayo de 2024, fue incluido en la lista de 26 futbolistas convocados por Félix Sánchez Bas para su participación en la Copa América 2024.

#### Participaciones en eliminatorias mundialistas
| Mundial            | Sede            | Resultado   | Partidos | Goles | Asis |
| ------------------ | --------------- | ----------- | -------- | ----- | ---- |
| Eliminatorias 2026 | América del Sur | Clasificado | 8        | 0     | 0    |

#### Participaciones en Copa América
| Copa              | Sede           | Resultado        | Partidos | Goles | Asis |
| ----------------- | -------------- | ---------------- | -------- | ----- | ---- |
| Copa América 2024 | Estados Unidos | Cuartos de final | 3        | 0     | 1    |

### Partidos internacionales
Actualizado al último partido disputado el 10 de junio de 2025.
| \| N.° \| Fecha \| Ciudad \| Rival \| Resultado \| Resultado \| Competencia \| \| --- \| ------------------------ \| ------------- \| --------- \| ------------ \| --------- \| ----------------------------- \| \| 1. \| 21 de marzo de 2024 \| Harrison \| Guatemala \| 2-0 \| Victoria \| Amistoso \| \| 2. \| 12 de junio de 2024 \| Chester \| Bolivia \| 3-1 \| Victoria \| Amistoso \| \| 3. \| 16 de junio de 2024 \| East Hartford \| Honduras \| 2-1 \| Victoria \| Amistoso \| \| 4. \| 22 de junio de 2024 \| Santa Clara \| Venezuela \| 1-2 \| Derrota \| Copa América 2024 \| \| 5. \| 26 de junio de 2024 \| Paradise \| Jamaica \| 3-1 \| Victoria \| Copa América 2024 \| \| 6. \| 4 de julio de 2024 \| Houston \| Argentina \| 1-1 (2-4 p.) \| Empate \| Copa América 2024 \| \| 7. \| 6 de septiembre de 2024 \| Curitiba \| Brasil \| 0-1 \| Derrota \| Eliminatorias al Mundial 2026 \| \| 8. \| 10 de septiembre de 2024 \| Quito \| Perú \| 1-0 \| Victoria \| Eliminatorias al Mundial 2026 \| \| 9. \| 10 de octubre de 2024 \| Quito \| Paraguay \| 0-0 \| Empate \| Eliminatorias al Mundial 2026 \| \| 10. \| 15 de octubre de 2024 \| Montevideo \| Uruguay \| 0-0 \| Empate \| Eliminatorias al Mundial 2026 \| \| 11. \| 14 de noviembre de 2024 \| Guayaquil \| Bolivia \| 4-0 \| Victoria \| Eliminatorias al Mundial 2026 \| \| 12. \| 21 de marzo de 2025 \| Quito \| Venezuela \| 2-1 \| Victoria \| Eliminatorias al Mundial 2026 \| \| 13. \| 5 de junio de 2025 \| Guayaquil \| Brasil \| 0-0 \| Empate \| Eliminatorias al Mundial 2026 \| \| 14. \| 10 de junio de 2025 \| Lima \| Perú \| 0-0 \| Empate \| Eliminatorias al Mundial 2026 \| |                          |               |           |              |           |                               |
| N.° | Fecha                    | Ciudad        | Rival     | Resultado    | Resultado | Competencia                   |
| 1. | 21 de marzo de 2024      | Harrison      | Guatemala | 2-0          | Victoria  | Amistoso                      |
| 2. | 12 de junio de 2024      | Chester       | Bolivia   | 3-1          | Victoria  | Amistoso                      |
| 3. | 16 de junio de 2024      | East Hartford | Honduras  | 2-1          | Victoria  | Amistoso                      |
| 4. | 22 de junio de 2024      | Santa Clara   | Venezuela | 1-2          | Derrota   | Copa América 2024             |
| 5. | 26 de junio de 2024      | Paradise      | Jamaica   | 3-1          | Victoria  | Copa América 2024             |
| 6. | 4 de julio de 2024       | Houston       | Argentina | 1-1 (2-4 p.) | Empate    | Copa América 2024             |
| 7. | 6 de septiembre de 2024  | Curitiba      | Brasil    | 0-1          | Derrota   | Eliminatorias al Mundial 2026 |
| 8. | 10 de septiembre de 2024 | Quito         | Perú      | 1-0          | Victoria  | Eliminatorias al Mundial 2026 |
| 9. | 10 de octubre de 2024    | Quito         | Paraguay  | 0-0          | Empate    | Eliminatorias al Mundial 2026 |
| 10. | 15 de octubre de 2024    | Montevideo    | Uruguay   | 0-0          | Empate    | Eliminatorias al Mundial 2026 |
| 11. | 14 de noviembre de 2024  | Guayaquil     | Bolivia   | 4-0          | Victoria  | Eliminatorias al Mundial 2026 |
| 12. | 21 de marzo de 2025      | Quito         | Venezuela | 2-1          | Victoria  | Eliminatorias al Mundial 2026 |
| 13. | 5 de junio de 2025       | Guayaquil     | Brasil    | 0-0          | Empate    | Eliminatorias al Mundial 2026 |
| 14. | 10 de junio de 2025      | Lima          | Perú      | 0-0          | Empate    | Eliminatorias al Mundial 2026 |

### Goles internacionales
| \| N.° \| Fecha \| Lugar \| Rival \| Gol \| Resultado \| Resultado \| Competición \| \| --- \| ------------------- \| ---------------------------------------- \| --------- \| --- \| --------- \| --------- \| ----------- \| \| 1. \| 21 de marzo de 2024 \| Red Bull Arena, Harrison, Estados Unidos \| Guatemala \| 1-0 \| 2-0 \| Victoria \| Amistoso \| \| 2. \| 12 de junio de 2024 \| Subaru Park, Chester, Estados Unidos \| Bolivia \| 2-0 \| 3-1 \| Victoria \| Amistoso \| |                     |                                          |           |     |           |           |             |
| N.° | Fecha               | Lugar                                    | Rival     | Gol | Resultado | Resultado | Competición |
| 1. | 21 de marzo de 2024 | Red Bull Arena, Harrison, Estados Unidos | Guatemala | 1-0 | 2-0       | Victoria  | Amistoso    |
| 2. | 12 de junio de 2024 | Subaru Park, Chester, Estados Unidos     | Bolivia   | 2-0 | 3-1       | Victoria  | Amistoso    |

## Estadísticas

### Clubes
Actualizado al último partido disputado el 16 de agosto de 2025.
| Club                                 | Div.          | Temporada     | Liga  | Liga  | Copas nacionales | Copas nacionales | Copas internacionales | Copas internacionales | Total | Total |
| Club                                 | Div.          | Temporada     | Part. | Goles | Part.            | Goles            | Part.                 | Goles                 | Part. | Goles |
| ------------------------------------ | ------------- | ------------- | ----- | ----- | ---------------- | ---------------- | --------------------- | --------------------- | ----- | ----- |
| VfL Wolfsburgo · Alemania            | 1.ª           | 2018-19       | 2     | 0     | 1                | 0                | —                     | —                     | 3     | 0     |
| VfL Wolfsburgo · Alemania            | Total club    | Total club    | 2     | 0     | 1                | 0                | 0                     | 0                     | 3     | 0     |
| VfL Wolfsburgo II · Alemania         | 4.ª           | 2019-20       | 5     | 4     | —                | —                | —                     | —                     | 5     | 4     |
| VfL Wolfsburgo II · Alemania         | Total club    | Total club    | 5     | 4     | 0                | 0                | 0                     | 0                     | 5     | 4     |
| VVV-Venlo · Países Bajos             | 1.ª           | 2019-20       | 18    | 1     | 0                | 0                | —                     | —                     | 18    | 1     |
| VVV-Venlo · Países Bajos             | Total club    | Total club    | 18    | 1     | 0                | 0                | 0                     | 0                     | 18    | 1     |
| Willem II Tilburg · Países Bajos     | 1.ª           | 2020-21       | 9     | 1     | 1                | 0                | 1                     | 0                     | 11    | 1     |
| Almere City F. C. · Países Bajos     | 2.ª           | 2020-21       | 18    | 4     | —                | —                | —                     | —                     | 18    | 4     |
| Almere City F. C. · Países Bajos     | Total club    | Total club    | 18    | 4     | 0                | 0                | 0                     | 0                     | 18    | 4     |
| Willem II Tilburg · Países Bajos     | 1.ª           | 2021-22       | 8     | 0     | 1                | 0                | —                     | —                     | 9     | 0     |
| Willem II Tilburg · Países Bajos     | Total club    | Total club    | 17    | 1     | 2                | 0                | 1                     | 0                     | 20    | 1     |
| M. S. V. Duisburgo · Alemania        | 3.ª           | 2021-22       | 18    | 0     | 2                | 2                | —                     | —                     | 20    | 2     |
| M. S. V. Duisburgo · Alemania        | Total club    | Total club    | 18    | 0     | 2                | 2                | 0                     | 0                     | 20    | 2     |
| W. K. S. Śląsk Wrocław · Polonia     | 1.ª           | 2022-23       | 32    | 10    | 4                | 3                | ―                     | ―                     | 36    | 13    |
| W. K. S. Śląsk Wrocław · Polonia     | Total club    | Total club    | 32    | 10    | 4                | 3                | 0                     | 0                     | 36    | 13    |
| R. K. S. Raków Częstochowa · Polonia | 1.ª           | 2023-24       | 30    | 3     | 3                | 0                | 11                    | 1                     | 44    | 4     |
| R. K. S. Raków Częstochowa · Polonia | Total club    | Total club    | 30    | 3     | 3                | 0                | 11                    | 1                     | 44    | 4     |
| Venezia F. C. · Italia               | 1.ª           | 2024-25       | 33    | 1     | 0                | 0                | ―                     | ―                     | 33    | 1     |
| Venezia F. C. · Italia               | 2.ª           | 2025-26       | 0     | 0     | 1                | 2                | ―                     | ―                     | 1     | 2     |
| Venezia F. C. · Italia               | Total club    | Total club    | 33    | 1     | 1                | 2                | 0                     | 0                     | 34    | 3     |
| Total carrera                        | Total carrera | Total carrera | 173   | 24    | 13               | 7                | 12                    | 1                     | 198   | 32    |
| 1. 2.                                |               |               |       |       |                  |                  |                       |                       |       |       |

### Selección
Actualizado al último partido disputado el 10 de junio de 2025.
| Selección          | Año             | Amistosos | Amistosos | Amistosos | Continental | Continental | Continental | Mundial | Mundial | Mundial | Total | Total | Total  | Media goleadora |
| Selección          | Año             | Part.     | Goles     | Asist.    | Part.       | Goles       | Asist.      | Part.   | Goles   | Asist.  | Part. | Goles | Asist. | Media goleadora |
| ------------------ | --------------- | --------- | --------- | --------- | ----------- | ----------- | ----------- | ------- | ------- | ------- | ----- | ----- | ------ | --------------- |
| Sub-16 · Alemania  | 2016            | 1         | 0         | 0         | —           | —           | —           | —       | —       | —       | 1     | 0     | 0      | 0               |
| Sub-17 · Alemania  | 2016            | 4         | 1         | 0         | —           | —           | —           | —       | —       | —       | 4     | 1     | 0      | 0.25            |
| Sub-17 · Alemania  | 2017            | 3         | 0         | 0         | 4           | 1           | 1           | 4       | 1       | 0       | 11    | 2     | 1      | 0.18            |
| Sub-17 · Alemania  | Total           | 7         | 1         | 0         | 4           | 1           | 1           | 4       | 1       | 0       | 15    | 3     | 1      | 0.2             |
| Sub-18 · Alemania  | 2018            | 3         | 2         | 0         | —           | —           | —           | —       | —       | —       | 3     | 2     | 0      | 0.67            |
| Sub-19 · Alemania  | 2018            | 4         | 1         | 0         | —           | —           | —           | —       | —       | —       | 4     | 1     | 0      | 0.25            |
| Sub-19 · Alemania  | 2019            | —         | —         | —         | 3           | 2           | 1           | —       | —       | —       | 3     | 2     | 1      | 0.67            |
| Sub-19 · Alemania  | Total           | 4         | 1         | 0         | 3           | 2           | 1           | 0       | 0       | 0       | 7     | 3     | 1      | 0.43            |
| Sub-20 · Alemania  | 2020            | 4         | 2         | 1         | —           | —           | —           | —       | —       | —       | 4     | 2     | 1      | 0.5             |
| Absoluta · Ecuador | 2024            | 3         | 2         | 0         | 8           | 0           | 1           | —       | —       | —       | 11    | 2     | 1      | 0.18            |
| Absoluta · Ecuador | 2025            | 0         | 0         | 0         | 3           | 0           | 0           | —       | —       | —       | 3     | 0     | 0      | 0               |
| Absoluta · Ecuador | Total           | 3         | 2         | 0         | 11          | 0           | 1           | 0       | 0       | 0       | 14    | 2     | 1      | 0.14            |
| Total selección    | Total selección | 22        | 8         | 1         | 18          | 3           | 3           | 4       | 1       | 0       | 44    | 12    | 4      | 0.27            |
| 1. 2.              |                 |           |           |           |             |             |             |         |         |         |       |       |        |                 |

## Vida personal
Nació en Alemania y tiene ascendencia ghanesa y ecuatoriana.